# Neobisium coiffaiti
Neobisium coiffaiti är en spindeldjursart som beskrevs av Jacqueline Heurtault 1986. Neobisium coiffaiti ingår i släktet Neobisium och familjen helplåtklokrypare. Inga underarter finns listade i Catalogue of Life.